# Modesto Molina
Modesto Molina Paniagua (Tacna, Perú, 11 de mayo de 1844 – 29 de abril de 1925), conocido como El patriarca de las letras tacneñas, fue un poeta, periodista y profesor peruano. Nace el 11 de mayo de 1844 en Tacna, hijo de José Gabino Molina y de Paula Paniagua. Modesto peleó en la batalla del Campo de la Alianza. Su existencia se asemeja a una novela romántica, también semitrágica. Huérfano a temprana edad, es perseguido por Lizardo Montero, estuvo preso en la isla de Taquile, quedó viudo, junto con sus hijos. Esgrimió la pluma como relámpago centellante, siempre buscando la verdad, en su prosa histórica; en la hora del ensueño, compuso decenas de poemas, la mayoría de largo aliento. Integró la Bohemia Tacneña. 
Llegó a ocupar la Prefectura de Tarapacá hasta 1876, en que es nombrado Tesorero Fiscal de Iquique. Fundador del Diario El Comercio, en 1895 tomó la dirección del Periódico “La voz del Sur” desde 1895 hasta 1898. Escribe “Hojas del Proceso” (1880) en la que narra la batalla de Tarapacá, una biografía de Alfonso Ugarte, la historia del Himno a Tacna y el poema “Reliquia de los Héroes” en honor a los caídos en Tacna y Arica, la que es declamada en el muelle de Arica, cuando son trasladados sus restos a la ciudad de Lima para su descanso en el cementerio Presbítero Maestro. Muere el 29 de abril de 1925. 
En 1887, en “El Tesoro del Hogar” del Ecuador, se escribió: “Modesto Molina, hijo de Tacna, la hermosa cautiva que gime hoy bajo el ominoso yugo de sus fieros vencedores, aguardando del amor de sus hermanos, la ansiada redención, es el vate que ha enriquecido la literatura del Perú con los sentidos y melodiosos acentos de su numen poético, y que el presente, a semejanza de los proféticos cantores de Jerusalén, arranca a su lira la más conmovedoras motas, inspiradas por el santo amor a la patria acongojada, y la sublime desesperación de la desgracia…” 
En 1895, luego de la guerra civil, fue elegido diputado suplente por la provincia de Tarata durante el segundo gobierno de Nicolás de Piérola en el inicio de la República Aristocrática.
Modesto Molina fue el más vivo animador de aquella legión moceril de escritores, artistas y poetas que formaron la Bohemia Tacneña. Molina demostró en toda su vida corazón de peruano. Luchó y sufrió persecuciones y hostilidades por sostener ideas rebeldes opuestas a la pacata opinión de las gentes de su tiempo.